# Саана
Саана (англ. Sa'nah, араб. السعنا) — поселення в Сирії, що складає невеличку друзьку общину в нохії  Аль-Мушаннаф, яка входить до складу однойменної мінтаки Ес-Сувейда в південній сирійській мухафазі Ес-Сувейда.